# Punta Culebra Nature Center
Het Punta Culebra Nature Center is een natuurcentrum van het Smithsonian Tropical Research Institute in Panama-Stad. Het centrum richt zich met name op zeedieren en daarnaast zijn er een ranarium en wandelroutes door een droogbos.

## Beschrijving
Punta Culebra Nature Center ligt op Isla Naos, sinds begin twintigste eeuw een schiereiland aan het uiteinde van de Calzada de Amador. Oude Amerikaanse bunkers zijn tegenwoordig in gebruik als delen van het natuurcentrum. Er zijn enkele aquaria en bassins voor zeeschildpadden, vissen en stekelhuidigen. De tentoonstelling "Fabulous Frogs of Panama" richt zich op de amfibieën van Panama, waarvan een deel ernstig bedreigd wordt door de schimmelziekte chytridiomycose, en omvat informatiepanelen en terraria met onder meer harlekijnkikkers en gifkikkers. De oostzijde van het natuurcentrum beslaat een restant van de droogbossen die voorheen veel voorkwamen in de regio van Panama-Stad. Tweevingerige luiaards, krabbenetende wasberen, groene leguanen en meerdere soorten vogels bewonen dit bosgebied